# Кёлда
Кёлда (Телда, Толда) — река в Архангельской области России, левый приток реки Кулой.
Длина — 104 км, площадь водосборного бассейна — 2030 км². Через цепочку озёр Марьино, Золотое и Стрюково имеет сообщение с озером Кёлдозеро (Тельдозеро). Высота устья — 11,8 м над уровнем моря.
Код водного объекта 03030000312103000041517.
Притоки: Тимтома (Тинтома), Чёрная, Вель (Вели), Большой Юмас.